# Svartsot

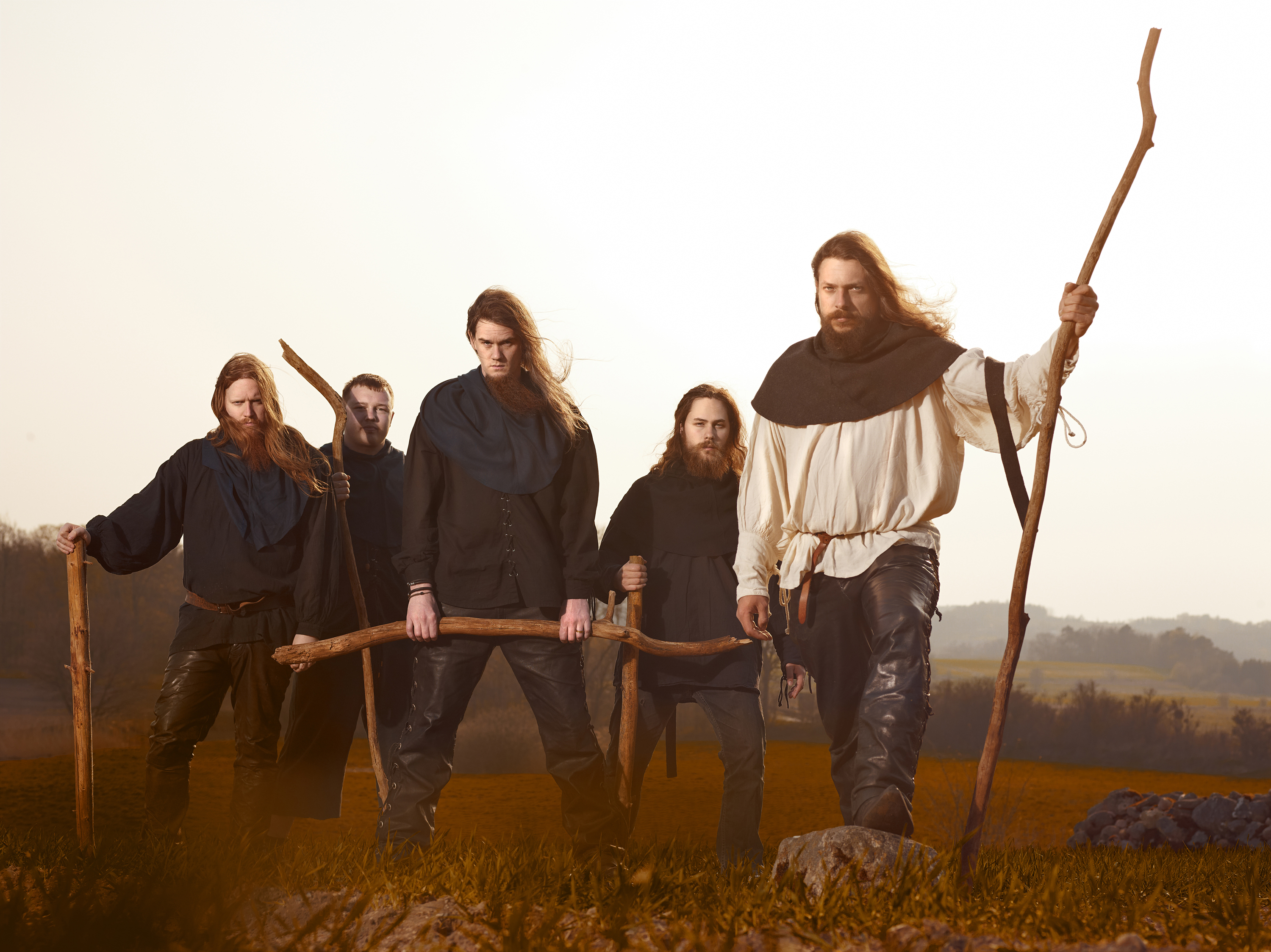
Svartsot

Svartsot es una banda creada en Dinamarca, poseedores del estilo folclórico característico del norte de Europa, denominado folk metal pagano, cuya música está basada en sonidos e instrumentos provenientes principalmente de escandinavia, música rítmica y melódica que, con el uso de voz gutural asemeja los sonidos y cánticos vikingos.
Svarstot, junto con otras bandas como Ensiferum, "I", Bathory, Korpiklaani, Runic, Heidevolk, Waylander, Månegarm, Hordak, Equilibrium, Ensiferum, Amon Amarth, Odroerir, Taunusheim, Thyrfing, Moonsorrow, Finntroll, Falkenbach, Turisas, etc., han creado una oleada de grupos escandinavos que a través de su música rescatan los sonidos y ambientes de los pueblos y civilizaciones asentados en esa parte nórdica de Europa.
Esta banda también suele recurrir en sus canciones no sólo a la voz gutural que bien caracteriza a estas bandas, sino es común oírlos cantar con voz black, que es más aguda y menos pesada que la voz gutural, y que es usada en canciones que son más veloces, que las de los géneros sinfónicos o góticos.

## Discografía

### Álbumes de estudio
- Ravnenes Saga (2007)
- Mulmets Viser (2010)
- maledictus eris (2011)
- Vældet (2015)

### Demos
- Svundne Tider (2006)
- Tvende Ravne (2007)